# Епер
Епер (фр. Espère) насеље је и општина у јужној Француској у региону Миди Пирене, у департману Лот која припада префектури Каор.
По подацима из 2011. године у општини је живело 1000 становника, а густина насељености је износила 158,48 становника/km². Општина се простире на површини од 6,31 km². Налази се на средњој надморској висини од 21 метар (максималној 282 m, а минималној 120 m).

## Демографија
| 1962. | 1968. | 1975. | 1982. | 1990. | 1999. | 2011. |
| ----- | ----- | ----- | ----- | ----- | ----- | ----- |
| 257   | 353   | 560   | 768   | 799   | 881   | 1.000 |

График промене броја становника у току последњих година